# 스테판치코보 마을 사람들
《스테판치코보 마을 사람들: 알 수 없는 사람의 쪽지에서》(러시아어: Село́ Степа́нчиково и его́ обита́тели. Из запи́сок неизве́стного 셀로 스테판치코보 이 에고 오비타텔리 이즈 자피소크 네이즈베스트노고[*])는 러시아의 소설가 표도르 도스토옙스키가 집필한 장편 소설로, 시베리아 옴스크에서의 강제 노역형과 세미팔라틴스크에서의 의무 복무형을 마치고 집필한 두 번째 소설이다. 1859년 11월과 12월에 걸쳐 잡지 《조국 수기》에 실려 출판되었다.

## 집필 배경
1859년 5월 9일 도스토옙스키가 형 미하일에게 보낸 편지에서 본 작품이 작성 중에 있으며 2년 동안 집필하고 있다는 것이 드러난다.
Этот роман, конечно, имеет величайшие недостатки и, главное, может быть, растянутость; но в чем я уверен, как в аксиоме, это то, что он имеет в то же время и великие достоинства и что это лучшее мое произведение. Я писал его два года (с перерывом в середине «Дядюшкина сна»). Начало и средина обделаны, конец писан наскоро. <...> но в нем есть два огромных типических характера, создаваемых и записываемых пять лет, обделанных безукоризненно (по моему мнению), — характеров вполне русских и плохо до сих пор указанных русской литературой.
물론 이 소설은 큰 단점들을 가지고 있는데, 가장 큰 단점은 아마 너무 길다는 것일 겁니다. 하지만 내가 반드시 확신하는 것은, 이 소설은 동시에 큰 장점들을 가지고 있으며 내 최고의 작품이라는 겁니다. 나는 이 작품을 2년간 써왔습니다. (《아저씨의 꿈》으로 인해 잠시 멈추기도 했으나) 처음과 중간 내용은 엉성하고 끝은 급히 쓰여졌습니다. <...> 하지만 여기엔 5년이라는 시간 동안 만들어지고 기록된 (내 생각에) 흠잡을 곳 없이 묘사된 두 가지의 거대하고 전형적인 성격이 등장합니다. 이 성격들은 완전히 러시아적이고 지금까지의 러시아 문학에서 다뤄지지 않았습니다.1859년 5월 9일 도스토옙스키가 형에게 보낸 편지의 일부

## 참고 문헌
- 표도르 미하일로비치 도스또예프스끼 (2010년 4월 30일). 《스쩨빤치꼬보 마을 사람들》. 열린책들 세계문학 114. 번역 변현태. 열린책들. ISBN 9788932911144.
- 백준현 (2017년 8월). “『스쩨빤치꼬보 마을 사람들』과 『죽음의 집의 기록』에 나타난 자유의 양상과 의미”. 《러시아어문학연구논집》 (한국러시아문학회) (58).